# Hulpkerk van Sint-Alfred en Sint-Joris

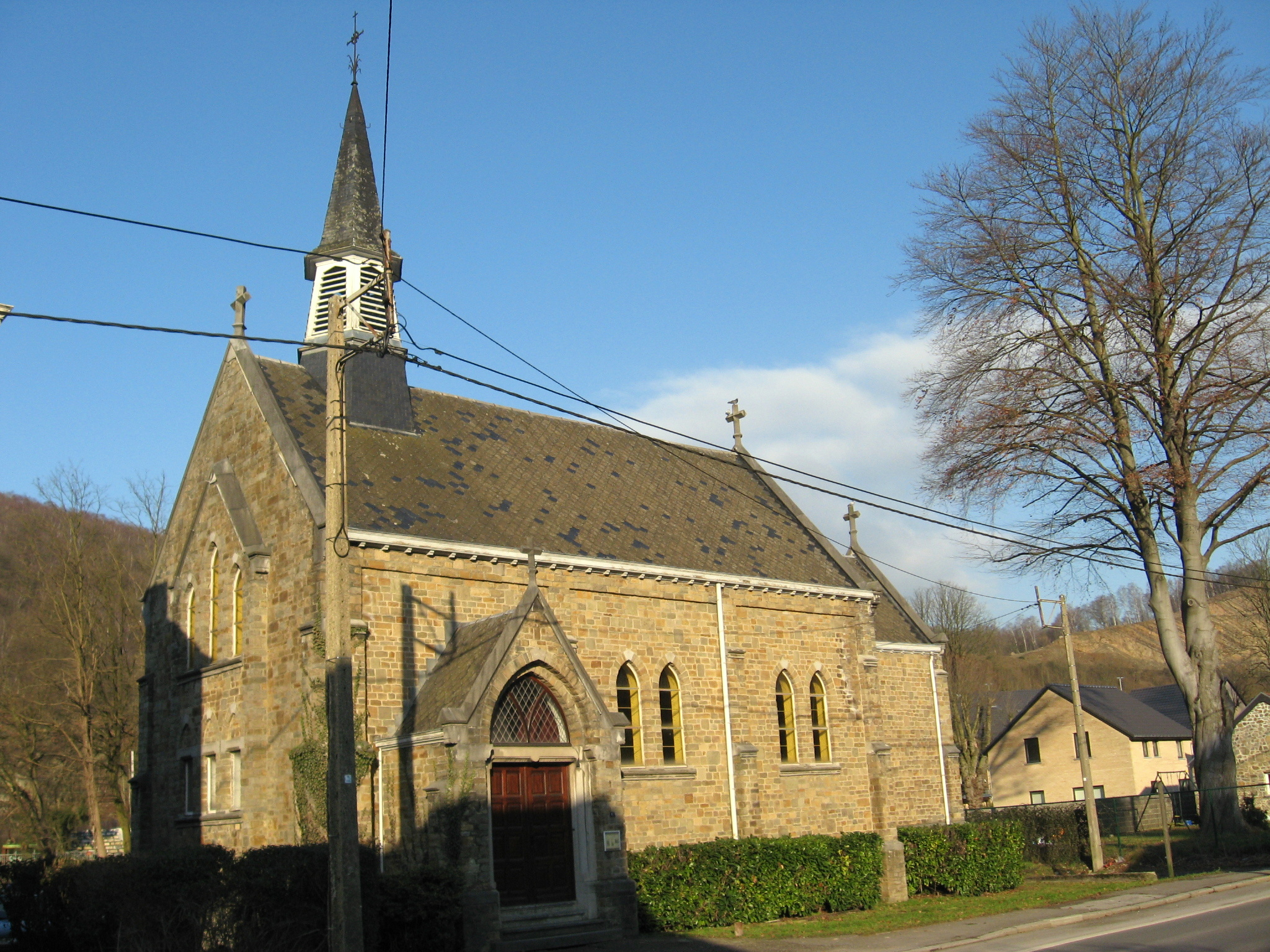
Hulpkerk van Sint-Alfred en Sint-Joris

De Hulpkerk van Sint-Alfred en Sint-Joris (Église annexe de Saint-Alfred et Saint-Georges) is een kerkgebouw in de Belgische plaats Trooz, gelegen aan de Rue de Verviers 17.
De kerk werd gebouwd in 1926 en als materiaal werden zandsteenblokken gebruikt. Het is een eenvoudig kerkgebouw van drie traveeën onder zadeldak met een dakruiter, een smaller en lager koor, en een zijportaal. Het gebouw is in neogotische stijl.
Opmerking: Sint-Alfred heeft vermoedelijk betrekking op Alfred de Grote, die in de Anglicaanse kerk en door sommige katholieken als een heilige wordt beschouwd.